# Circonscription Woreda 11
La circonscription Woreda 11 est une des 23 circonscriptions législatives de la ville-région d'Addis-Abeba. Son représentant actuel est Yaqob Yala Yabo.